# شهرام
شهرام نامی است ایرانی برای پسران. ریشهٔ این نام به زبان پهلوی بازمی‌گردد و این نام در زبان فارسی امروزی از دو بخش شه = شاه(Shah)و رام(Ram)تشکیل شده که اولی به معنای شاه و دومی نام فرشته‌ای در دین زرتشت است و بطور کل بمعنای شاه رام یا رام بزرگ می‌باشد. رام که فرشته‌ای است موکول بر سعادت و روزی مردم به جهت روزی‌رسانی و سعادتمند نمودن مردم، بین ایرانیان باستان از ارزش بسیار بالایی برخوردار بوده و به همین جهت نام این فرشته به تنهایی یا با پیشوند شه یا شاه بر فرزندان پسر ایرانیان و کشورهایی که زمانی در سلطه ایران بودند مانند هند، پاکستان، تاجیکستان و… بسیار نهاده شده‌است.
بنابراین می‌توان «شهرام» را معادل فارسی میکائیل دانست زیرا کشیشهای (اسلام، یهود، مسیح) میکائیل را فرشته روزی‌رسان می‌دانند.
روایت دیگری نام "شهرام" را فارسی شده "راما"، پادشاه/خداوندگار آیین هندو می داند. در این روایت "شهرام" به معنی "راما شاه" تلقی می گردد.
رام و شهرام از نامهای اصیل ایرانی است که در مناطق هند، طبرستان، کردستان و… بیشتراستفاده می‌شود.

## فهرست افراد سرشناس دارای نام «شهرام»
- شهرام غلامی (شاعر و ترانه سرا).
- شهرام ناظری (خوانندهٔ و موسیقی دان موسیقی کردی و سنتی ایرانی).
- شهرام شب‌پره (خوانندهٔ و موسیقی دان موسیقی پاپ).
- شهرام صولتی (خوانندهٔ موسیقی پاپ).
- شهرام شکوهی (خواننده، آهنگساز و نوازندهٔ گیتار)
- شهرام کاشانی (خوانندهٔ موسیقی پاپ). [نیازمند منبع]
- شهرام آذر (از بنیان‌گذاران سبک رپ در ایران و خواننده گروه سندی)
- شهرام حقیقت دوست (بازیگر).
- شهرام رحیمیان (نویسنده).
- شهرام میرجلالی (نوازنده تار). [نیازمند منبع]
- شهرام اسدی (کارگردان). [نیازمند منبع]
- شهرام همایون (مجری جنجالی ومدیر شبکهٔ ماهواره‌ای کانال یک وازبنیانگذاران جنبش ماهستیم درحمایت ازنام خلیج فارس)
- شهرام جزایری عرب (متهم بزرگ‌ترین و جنجالی‌ترین پرونده اقتصادی ایران تا سال ۹۰)
- شهرام امیری (دانشمند اتمی ایران که سبب ساز جنجال رسانه‌ای و دیپلماتیک بزرگی شد)
- شهرام محمودی بازیکن والیبال